# 張聯盟
張 聯盟（チョウ・レンメイ、1955年1月23日 - ）は、中国の材料工学者。元武漢理工大学副学長。中国工程院院士。元中国セラミック学会副理事長。

## 人物・経歴
湖北省天門市生まれ。1978年に武漢建築材料産業工業学院卒業後、同講師。1986年武漢理工大学修士。1995年から東北大学金属材料研究所の平井敏雄研究室で助手を務め、1997年に東北大学より博士（工学）の学位を取得した。同年武漢理工大学材料科学工学部長。1999年東北大学金属材料研究所客員教授。2000年武漢理工大学副学長兼党委員会常務委員。2017年中国工程院院士。中国セラミック学会副理事長なども務めた。

## 脚註
1. ↑  “张联盟”. 中国工程院院士馆. 2021年6月27日時点のオリジナルよりアーカイブ。2021年6月27日閲覧。
2. ↑  TiC/Ni[3Al傾斜機能材料の作製およびその耐熱衝撃性に関する研究 張, 聯盟 Zhang, Lian Meng]
3. ↑  张联盟中国工程院院